# Richard-Strauss-Brunnen

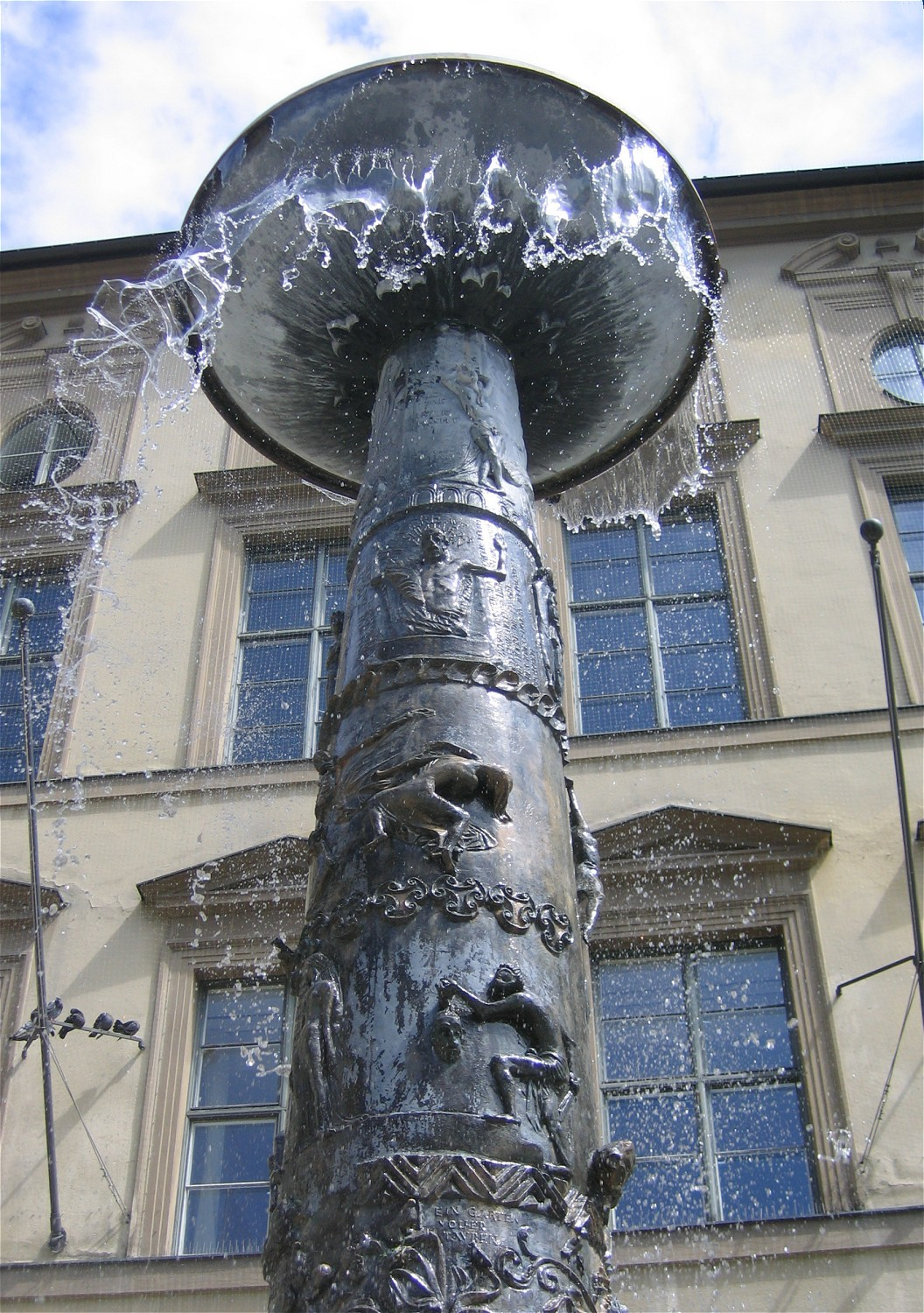
Der Richard-Strauss-Brunnen

Der Richard-Strauss-Brunnen (auch Salome-Brunnen) befindet sich in der Münchener Fußgängerzone vor der Alten Akademie (bis Mai 2012 Bayerisches Landesamt für Statistik und Datenverarbeitung). Er bildet einen fließenden Abschluss an der westlichen Seite des platzartigen Bereiches zwischen der Alten Akademie und der Michaelskirche. Gegenüber an der Südseite stand das Geburtshaus von Richard Strauss; seit Herbst 2013 steht dort das Josef-Pschorr-Haus (davor bis März 2010 das Karstadt Haus Oberpollinger am Dom).
Der Brunnen wurde zur Ehrung des berühmten Sohnes der Stadt Richard Strauss 1962 von Hans Wimmer geschaffen und enthält Szenen der Oper Salome. Dem antiken Thema angelehnt wurde der Brunnen als Säule gestaltet.

## Geschichte
Rund 13 Jahre nach dem Tode Richard Strauss’ wurde dem berühmten Komponisten und Dirigenten vor der Alten Akademie in Form dieses Brunnens aus Bronze ein Denkmal gesetzt. Gestiftet wurde der Brunnen durch die Landeshauptstadt München, die Ausführung oblag dem Künstler.
Von 2012 bis zu den Umbauarbeiten an der Alten Akademie fand während der Adventszeit um den Brunnen der traditionelle Kripperlmarkt statt. Dort war der westliche Abschluss des Münchner Christkindlmarkts um den Marienplatz. Der Kripperlmarkt zog wieder an den Rindermarkt, wo er sich bereits bis 2011 befunden hatte.

## Architektur
Als schwierige Aufgabe galt es für Hans Wimmer, einen modernen Brunnen vor die Renaissance-Fassaden der umstehenden Gebäude zu setzen. Hierzu wurde von ihm als Form die römische Bildsäule gewählt, die sowohl das antike Salome-Thema aufgreift als auch sich harmonisch in die Gebäude eingliedert (Renaissance als Wiedergeburt der Antike). Oben schließt den Brunnen ein flacher Teller ab, aus dem das Wasser gleich einem Bühnenvorhang den Brunnen hinabfällt.